# 公館地
公館地，是臺北市士林區的一個地名，位於該區北部偏西，範圍大致為菁山里西南部、公館里不含小草山以北地區、新安里不含西南角、芝山里東北端、溪山里最西端部分地區。

## 歷史
台灣清治末期至日治前期，公館地地區為一街庄，稱為「公館地庄」，隸屬於芝蘭一堡。該庄西北與草山庄為鄰，東北與菁礐庄為鄰，東與坪頂庄為鄰，東南及南邊為雙溪庄、永福庄、石角庄，西邊為東勢庄。
1901年（日治明治三十四年）11月，該庄隸屬於臺北廳，編入第九區。1906年（明治三十九年）1月，第九改名「士林區」。1920年（大正九年），該庄改制為「公館地」大字，隸屬於臺北州七星郡士林街，大字下有「新安」、「燒焿寮」、「尾崙」小字名。
戰後士林街改制為士林鎮，隸屬於臺北縣，大字亦改制為里。1949年，士林鎮與北投鎮一併改隸屬新成立的草山管理局。1950年隨著草山改名為陽明山，草山管理局亦改名為陽明山管理局，士林鎮仍隸屬之。1968年7月臺北市改制為院轄市，士林鎮併入成為士林區。1990年3月，臺北市各區重劃，該地區仍屬於士林區。

## 交通
省道台2甲線經過公館地地區西部，是本地區主要連外道路，往北轉東北可前往金山，往南可前往台北市區。
永公路是地區連絡道路，往北可通往菁礐，再接平菁街可通往坪頂。

## 學校
- 陽明山國小

## 墓葬
- 閻錫山墓